# فكتور غونتشاروف
فكتور غونتشاروف (بالروسية: Виктор Гончаров)‏ هو لاعب كرة قدم روسي في مركز الوسط، ولد في 20 مارس 1976 في موسكو في روسيا. لعب مع دينامو مينسك وسبارتاك موسكو ونادي خيمكي ونادي سبارتاك موسكو 2 لكرة القدم ونادي فوستوك.